# Parafia św. Pawła Apostoła w Wisaginii
Parafia św. Pawła Apostoła w Wisaginii – parafia rzymskokatolicka, administracyjnie należąca do archidiecezji wileńskiej, znajdująca się w dekanacie ignalińskim. 